# تشارلز كارلتون كوفين
تشارلز كارلتون كوفين هو كاتب وصحفي وسياسي أمريكي، ولد في 26 يوليو 1823 في Boscawen, New Hampshire ‏ في الولايات المتحدة، وتوفي في 2 مارس 1896 في بروكلين في الولايات المتحدة.